# Tausendjährige Eiche

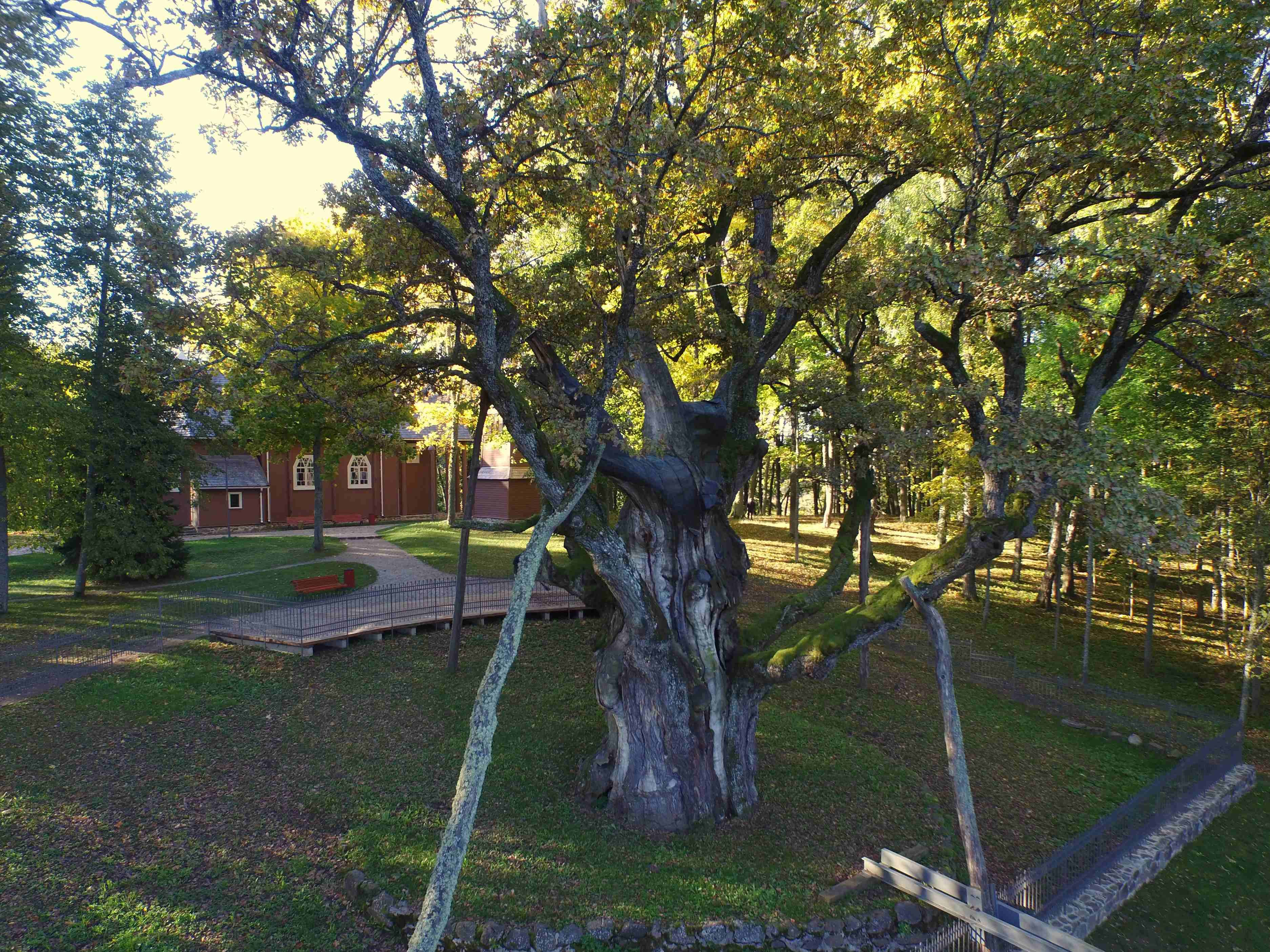
Über 1000-jährige Stelmuže-Eiche in Litauen

Tausendjährige Eiche ist eine Bezeichnung für eine sehr alte Eiche aus der Gattung der Eichen (Quercus) aus der Familie der Buchengewächse (Fagaceae), die – tatsächlich, geschätzt oder behauptet – ein Alter von rund 1000 Jahren oder älter haben. Wegen ihrer besonderen Bedeutung und der Schutzwürdigkeit dieser alten Bäume kann eine genaue Altersbestimmung meist nicht vorgenommen werden, deswegen werden die aufgeführten Exemplare hier als sogenannte Tausendjährige Eichen bezeichnet.

## Botanische Systematik (Auszug)
Die Gattung untergliedert sich hauptsächlich in die:
- Untergattung Quercus L. und deren Hauptvertretern:
  - Sektion Quercus – Weiß-Eichen (Vorkommen: Europa, Asien, Nordafrika und Nordamerika)
    - dessen Hauptvertretern in Europa, der Stieleiche (Quercus robur), der Traubeneiche (Quercus petraea) und den Flaumeiche (Quercus pubescens)

  - Sektion Lobatae – Roteichen (Vorkommen: Nord-, Mittel- und Südamerika)
    - dessen Hauptvertretern der Sumpf-Eiche (Quercus palustris) und Roteiche (Quercus rubra L.)
- Untergattung Cerris Oerst.
  - Sektion Cerris – Zerreichen (Vorkommen: Europa, Nordafrika, Asien)
    - dessen Hauptvertretern der Zerreiche (Quercus cerris L.)  und der Korkeiche (Quercus suber L.)

  - Sektion Ilex (Vorkommen: Nordafrika, Europa, Asien)
    - dessen Hauptvertreter der Steineiche (Quercus ilex L.)

Eine ausführlichere Systematik der Eichen ist im Hauptartikel Eichen aufgeführt und eine vollständige Artenliste findet sich in der KEW-Database (WCSP).

## Liste dersogenanntenTausendjährigen Eichen

### Deutschland

#### Bayern
- Hüter des Feldes bei Nedensdorf (Landkreis Lichtenfels)
- Sankt-Wolfgangs-Eiche bei Thalmassing
- Tausendjährige Eiche (Schloss Nagel)
- Tausendjährige Eiche bei Reith
- 1000-jährige Eiche Gollingkreut
- Tausendjährige Eiche (Schloss Sandsee)

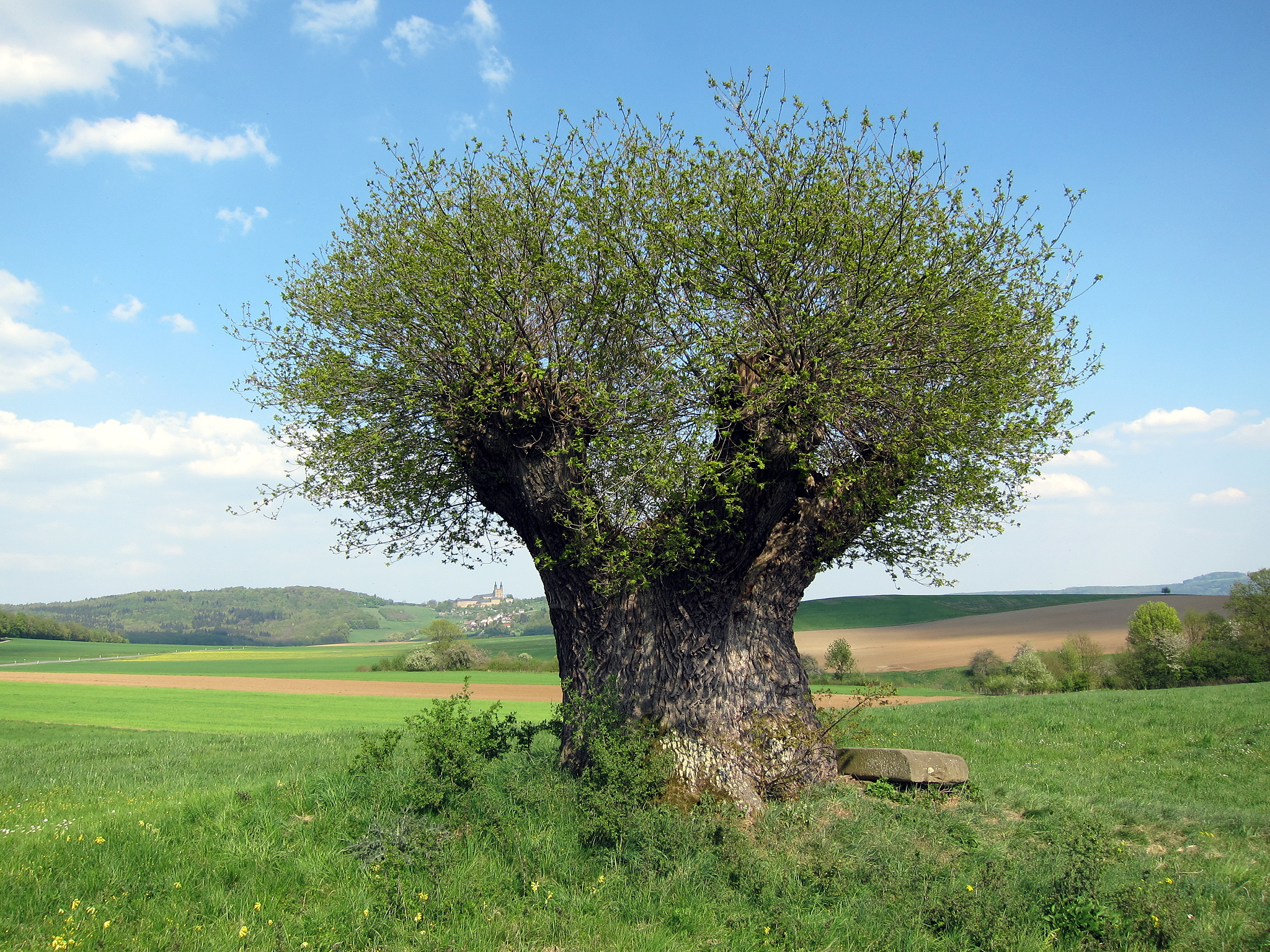
Hüter des Feldes
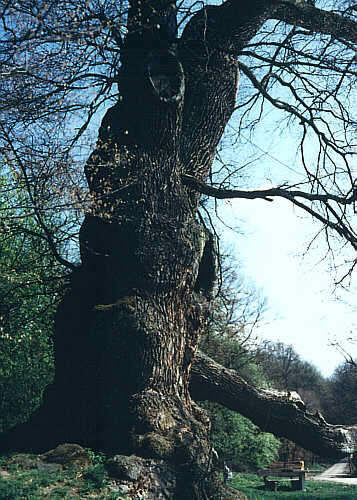
Sankt-Wolfgangs-Eiche

#### Brandenburg
- Tausendjährige Eiche im Schlosspark Sacrow

#### Hessen
- 1000-jährige Eiche in Rückershausen (Neukirchen)
- Eiche in Reiskirchen (Hüttenberg)[2]
- Dicke Eiche bei Airlenbach bei Airlenbach (Odenwaldkreis)
- 1000-jährige Eiche in der Nähe des Schlosses Eisenhammer in Brachttal (Lage:⊙)
- Schwanheimer Alteichen in Frankfurt-Schwanheim (etwa 30 Stieleichen, Durchschnittsalter rund 500 Jahre)

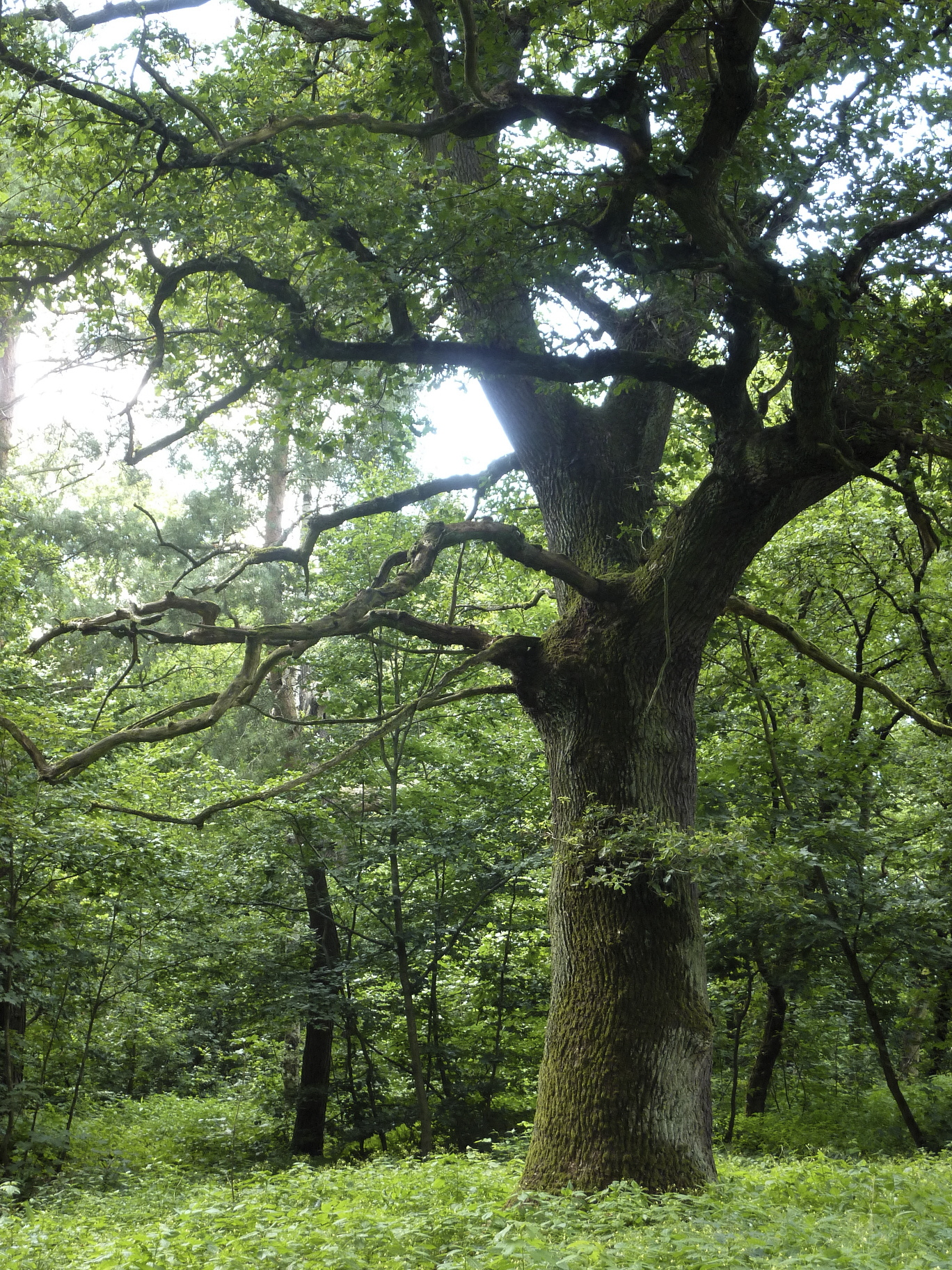
Schwanheimer Alteiche

#### Mecklenburg-Vorpommern
- Mehrere der Ivenacker Eichen in Ivenack, Landkreis Mecklenburgische Seenplatte (die älteste ist höchstens 850 Jahre und wahrscheinlich rund 750 Jahre alt)

#### Niedersachsen
- Behren (Landkreis Gifhorn)
- Dorfeiche in Dötlingen
- Friederikeneiche bei Hude im Naturwald Hasbruch (Landkreis Oldenburg)
- 1000-jährige Eiche in Vörie
- Ehemalige Gerichtseiche des Amtes Friedland in Groß Schneen

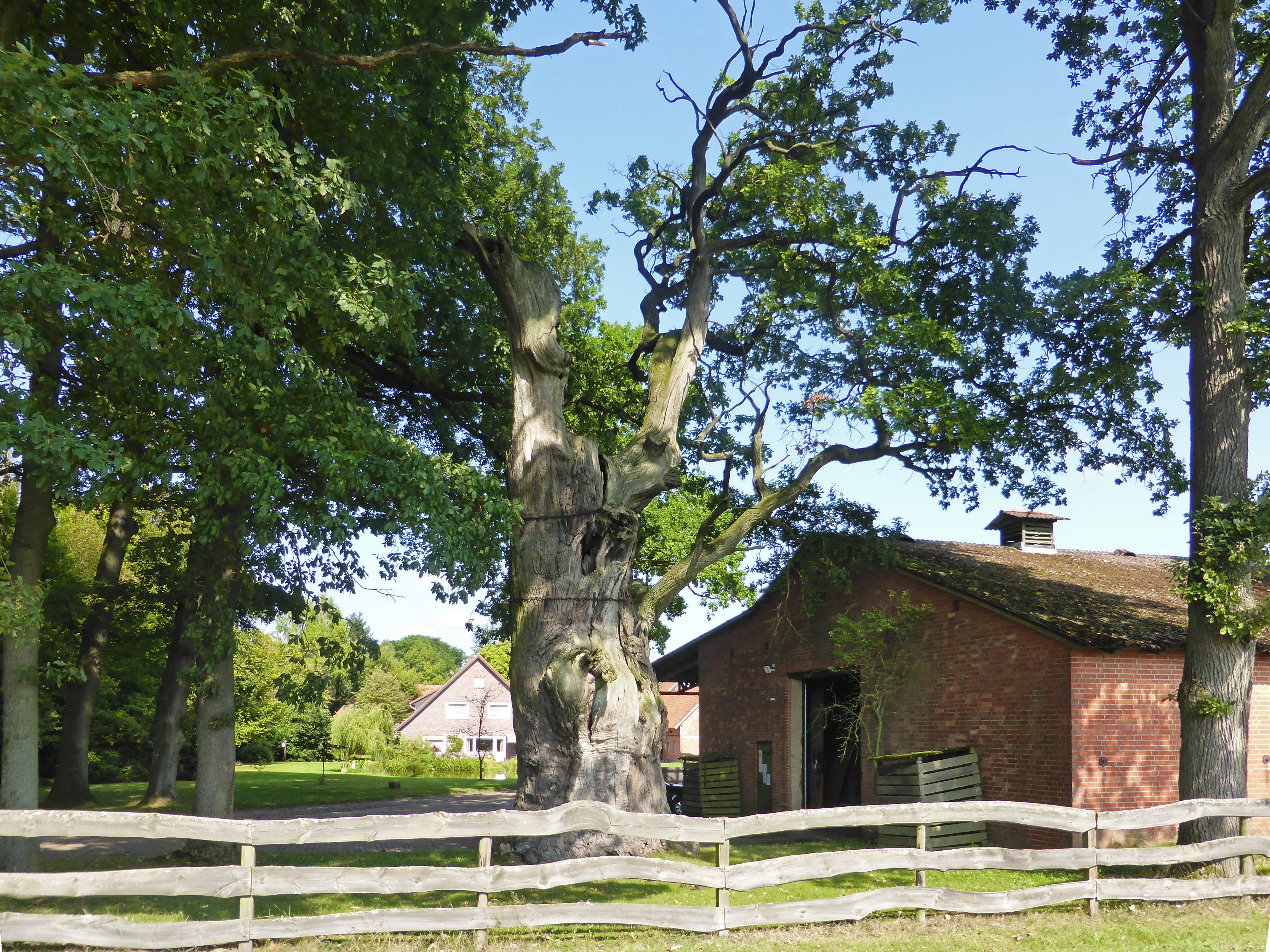
„1000-jährige Eiche“ in Behren
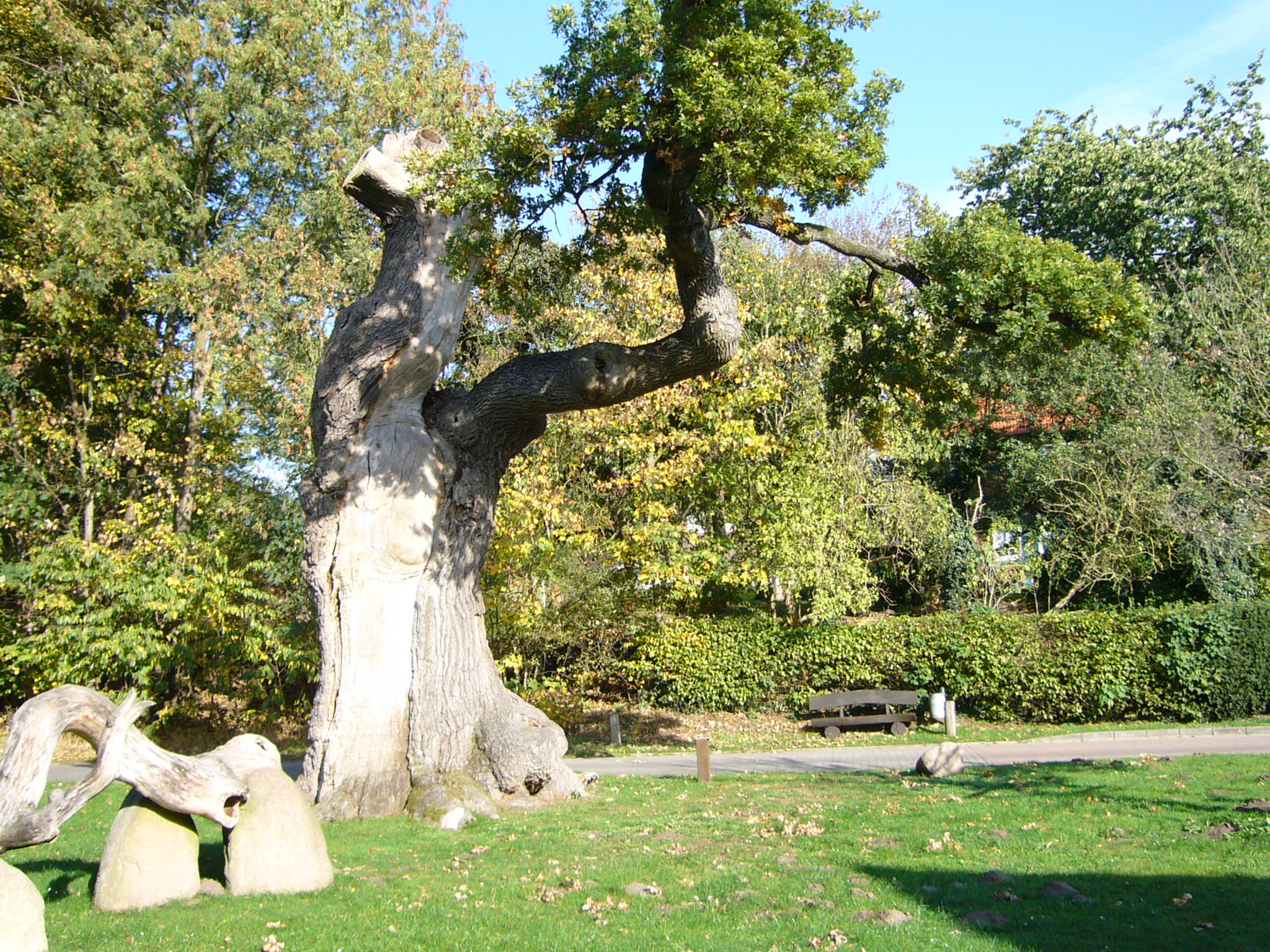
Dorfeiche in Dötlingen (2006)
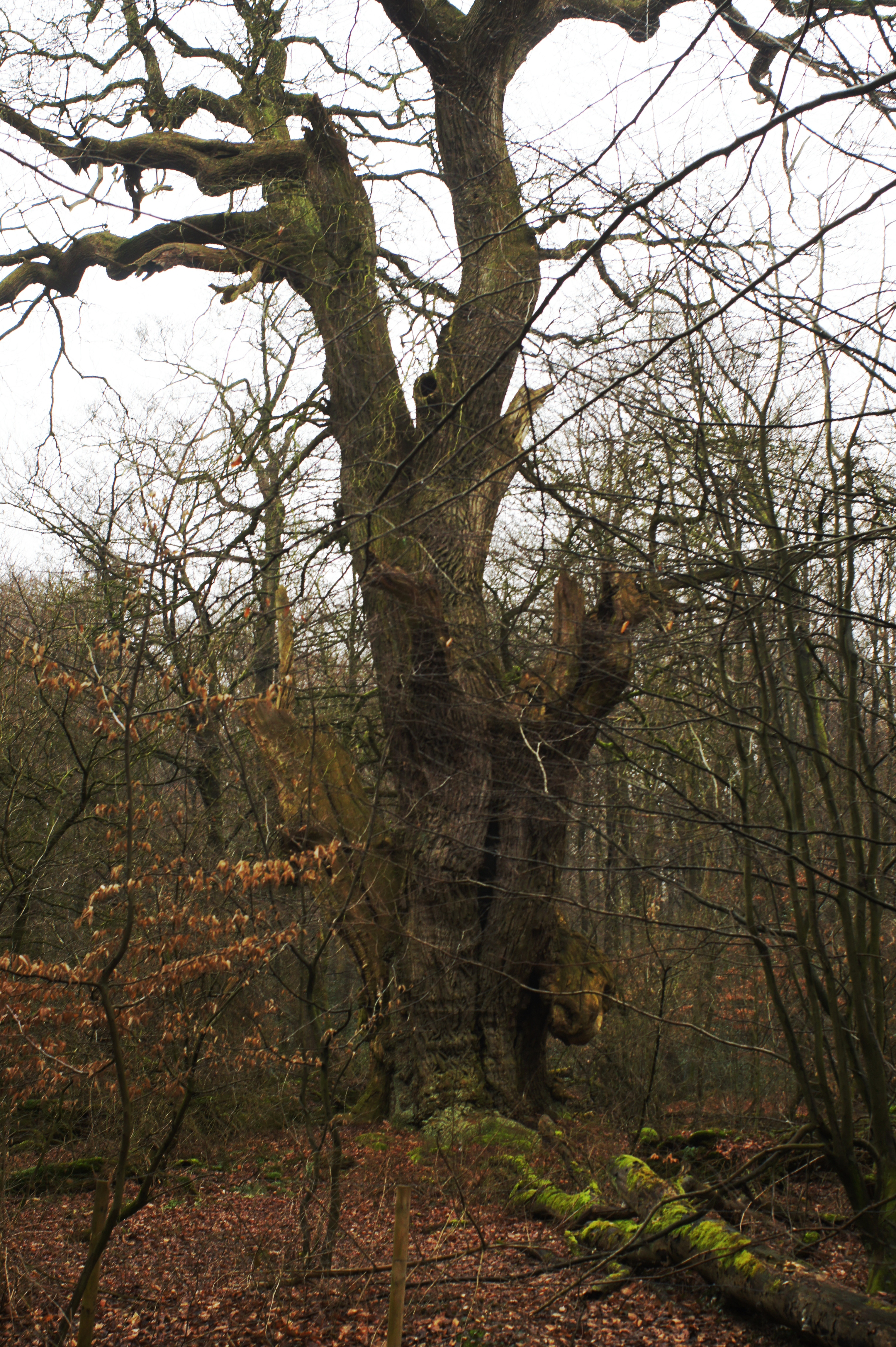
Friederikeneiche
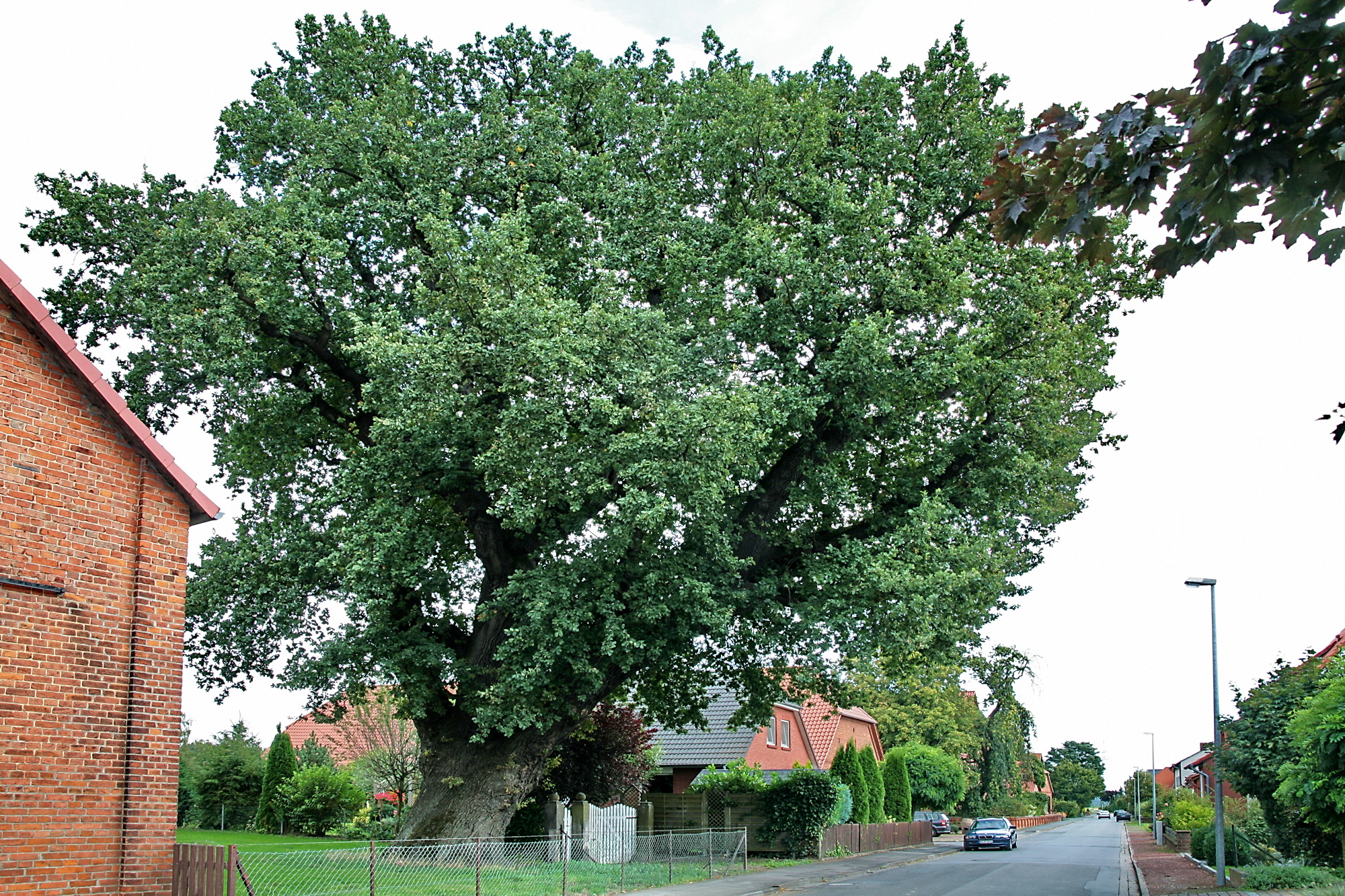
„1000-jährige Eiche“ in Vörie
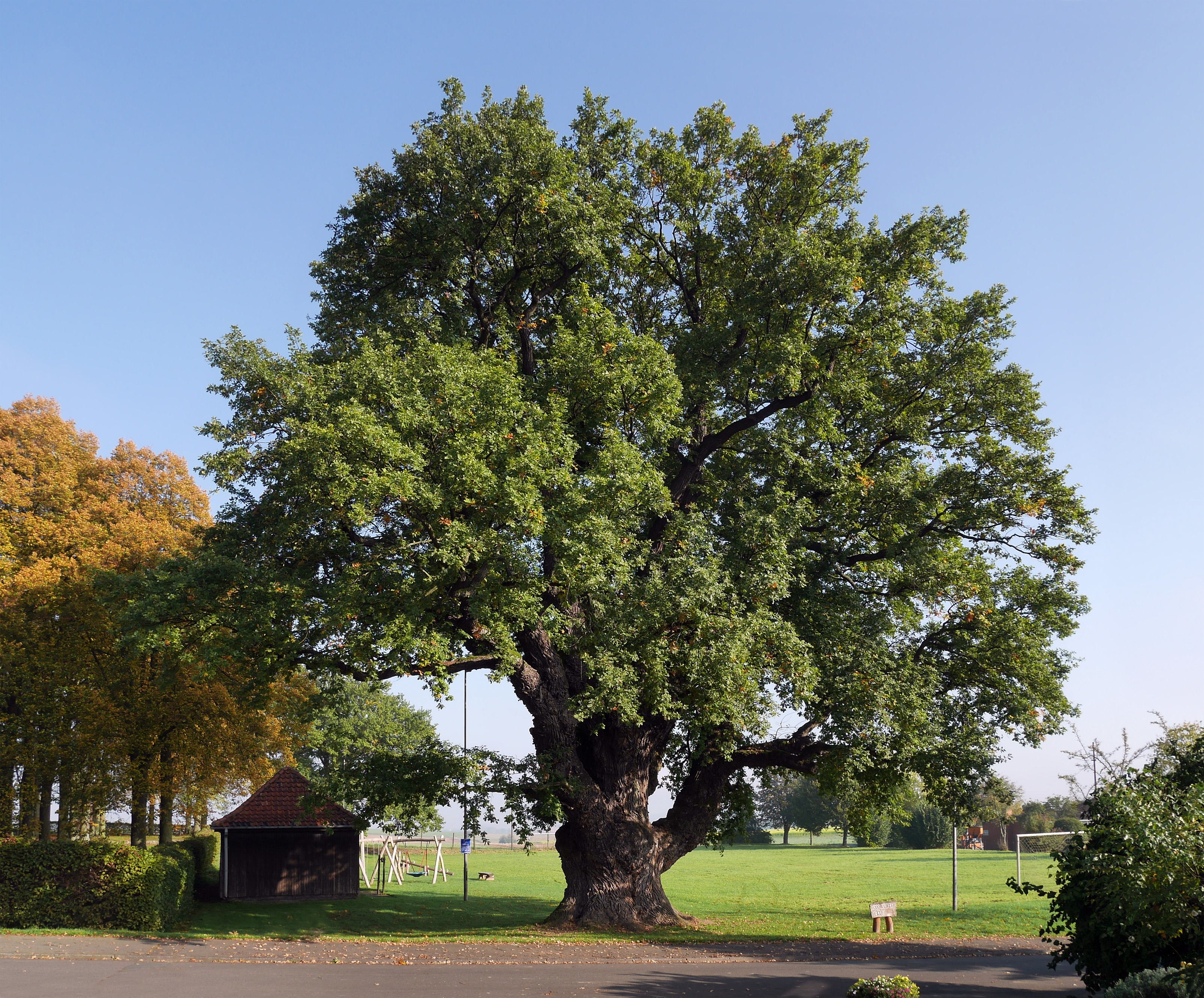
Gerichtseiche in Groß Schneen

#### Nordrhein-Westfalen
- Femeiche in Raesfeld-Erle (Kreis Borken)
- 1000-jährige Eiche bei Schloss Holte-Stukenbrock
- „1000jährige Eiche“ vor Kirchilpe (Ortsteil von Schmallenberg)
- Eichbaum (Schwerfen)

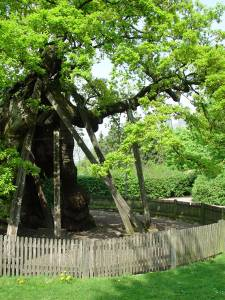
Femeiche
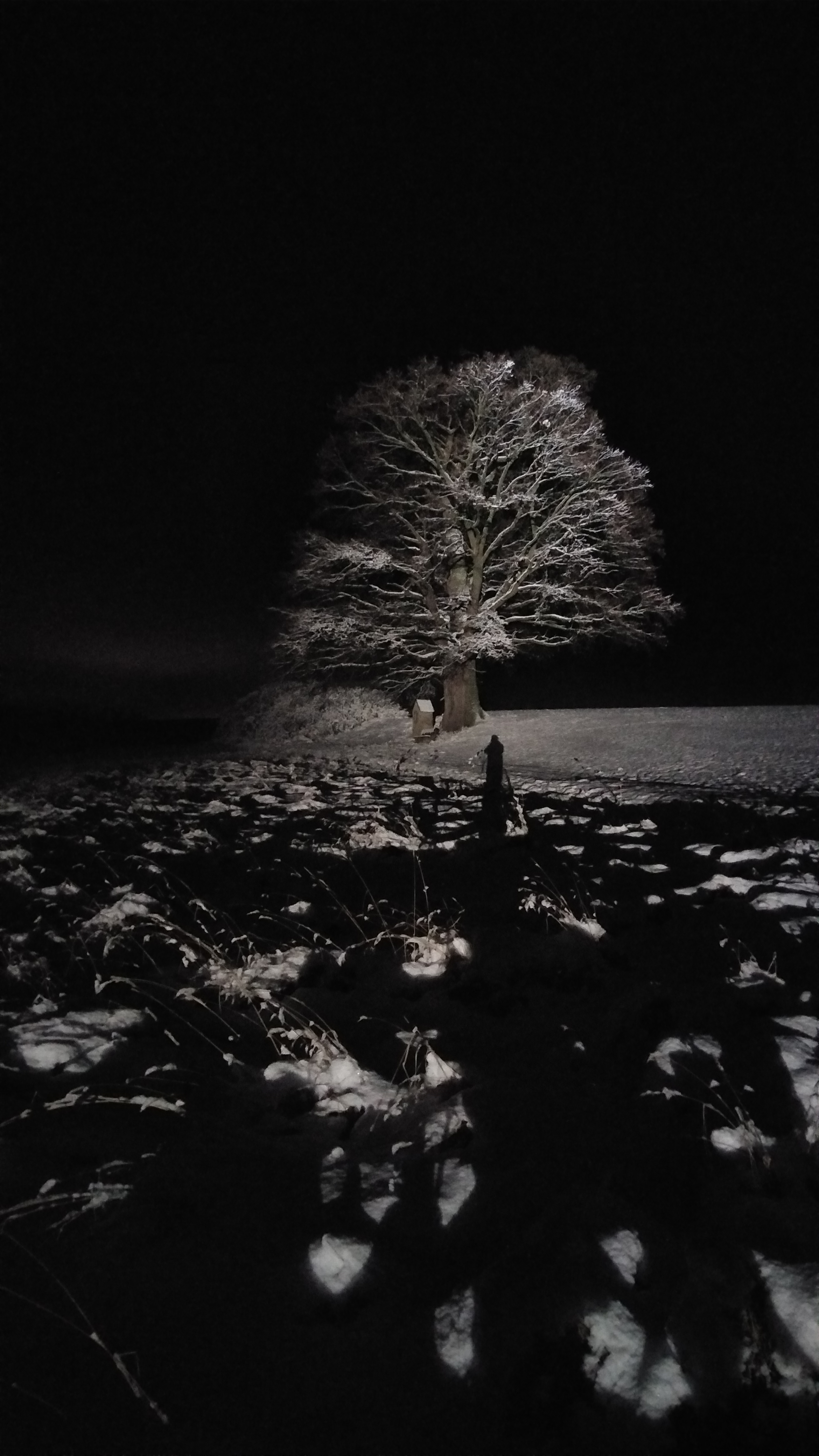
Dorfeiche bei Schwerfen

#### Rheinland-Pfalz
- Alte Eiche in Dausenau (Rhein-Lahn-Kreis)

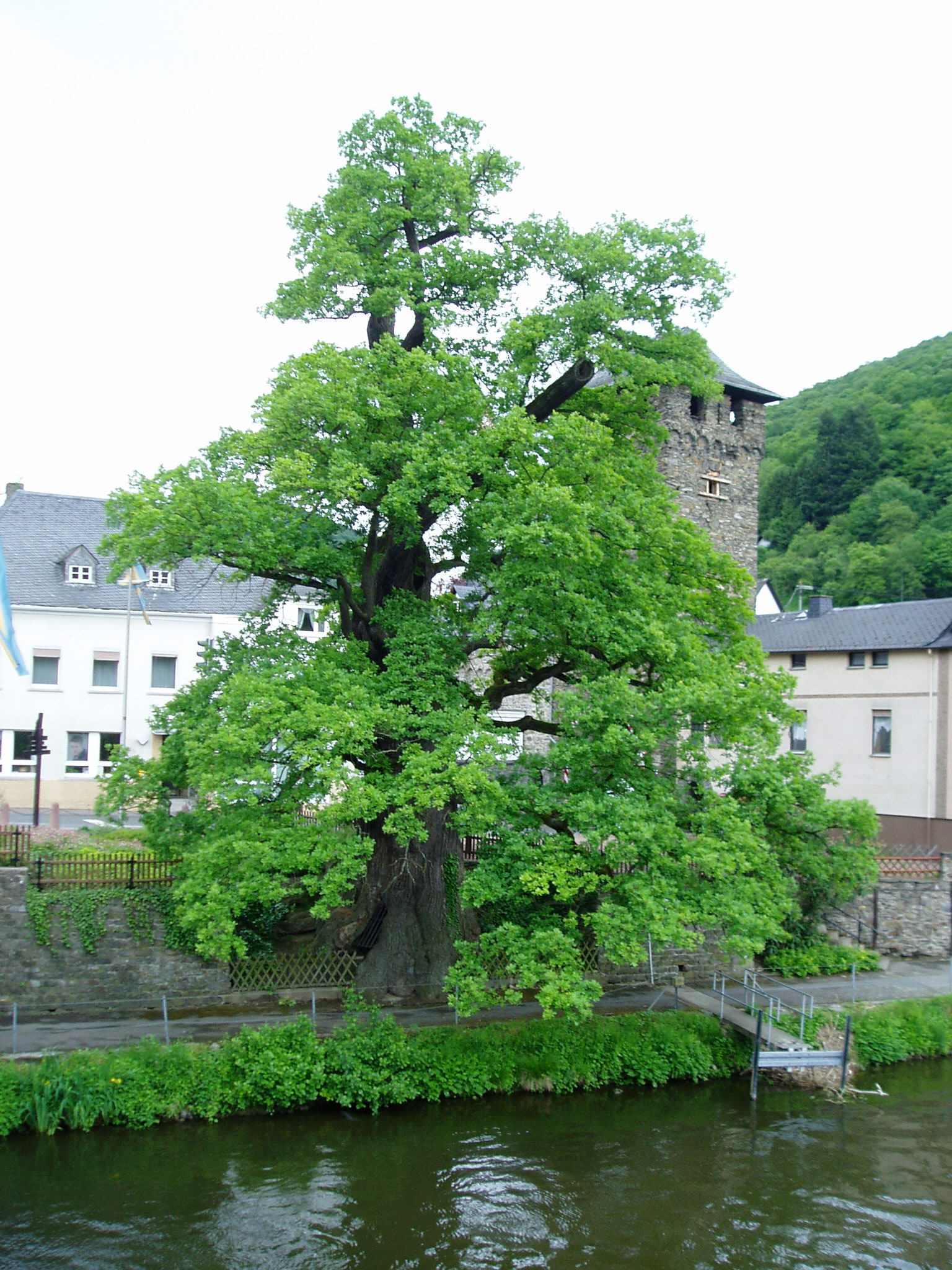
Alte Eiche

#### Sachsen
- Traubeneiche in Ebersbach/Sa.

#### Sachsen-Anhalt
- Hunrodeiche bei Hainfeld, Nähe Stolberg (Harz)
- Zichtauer Eiche, Naturdenkmal in den Hellbergen nördlich des Dorfes Zichtau in der Altmark

#### Schleswig-Holstein
- Eiche von Barmstedt („Tausendjährige Eiche“)

#### Thüringen
- Dicke Eiche (Eisenach) bei Berteroda
- Grabeiche in Nöbdenitz (Landkreis Altenburger Land)
- Betteleiche bei Bad Langensalza
- Königseiche in Körner-Volkenroda (beide Unstrut-Hainich-Kreis)

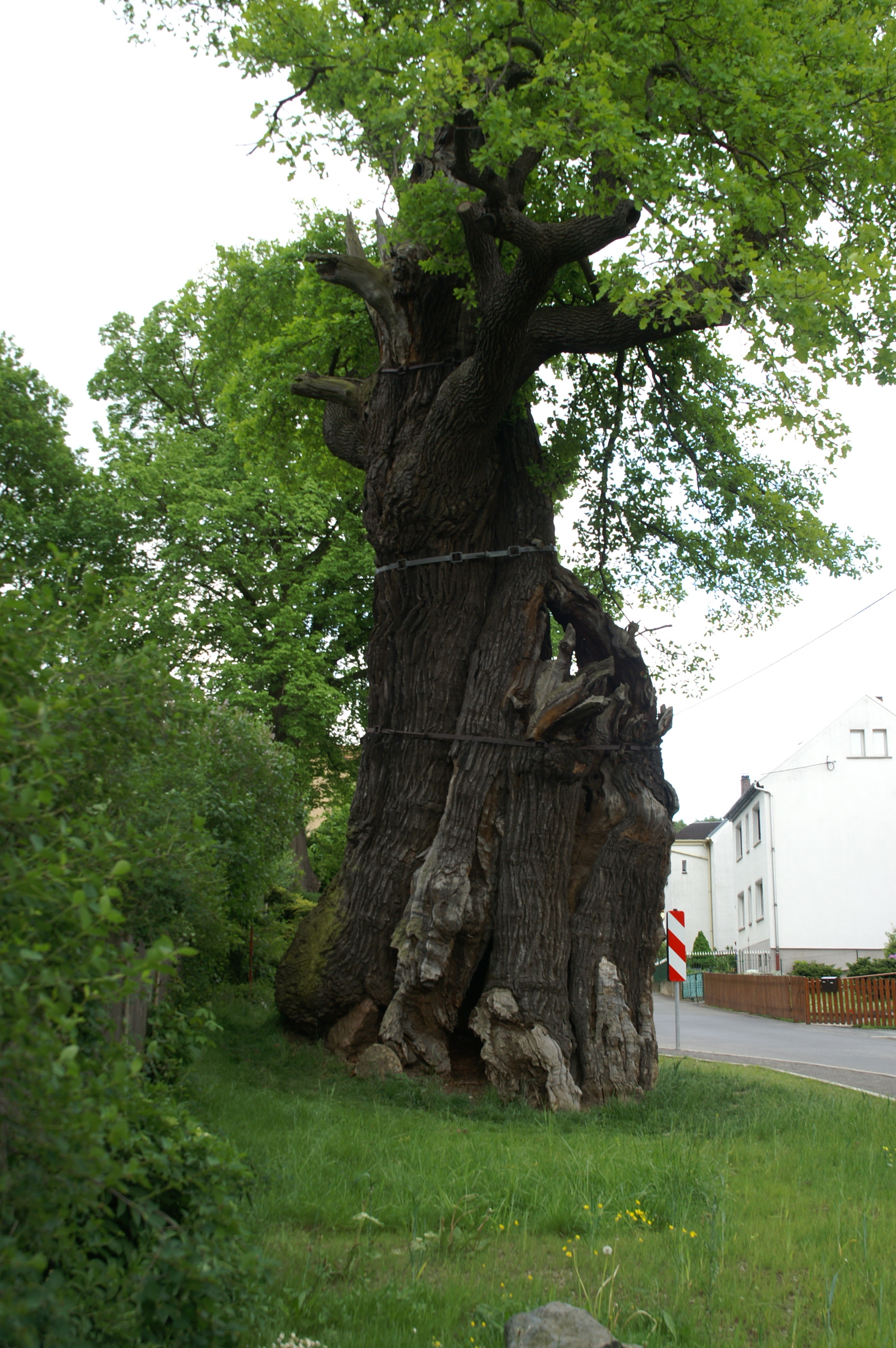
Grabeiche in Nöbdenitz

### Litauen
- Stelmužė-Eiche (litauisch Stelmužės ąžuolas) in Litauen ⊙

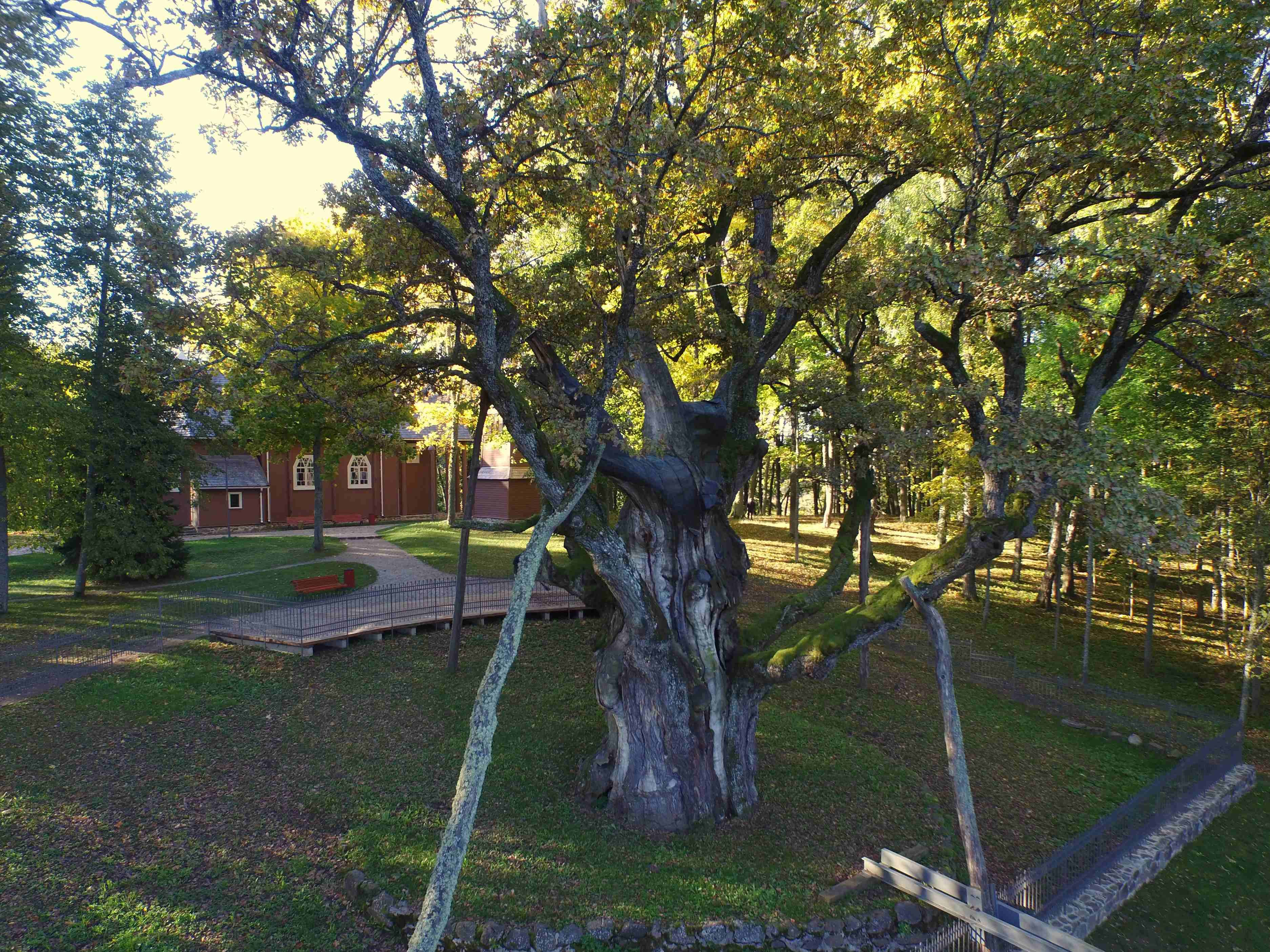
Stelmužė, Litauen

### Österreich
- 1000-jährige Eiche Bad Blumau in Bad Blumau

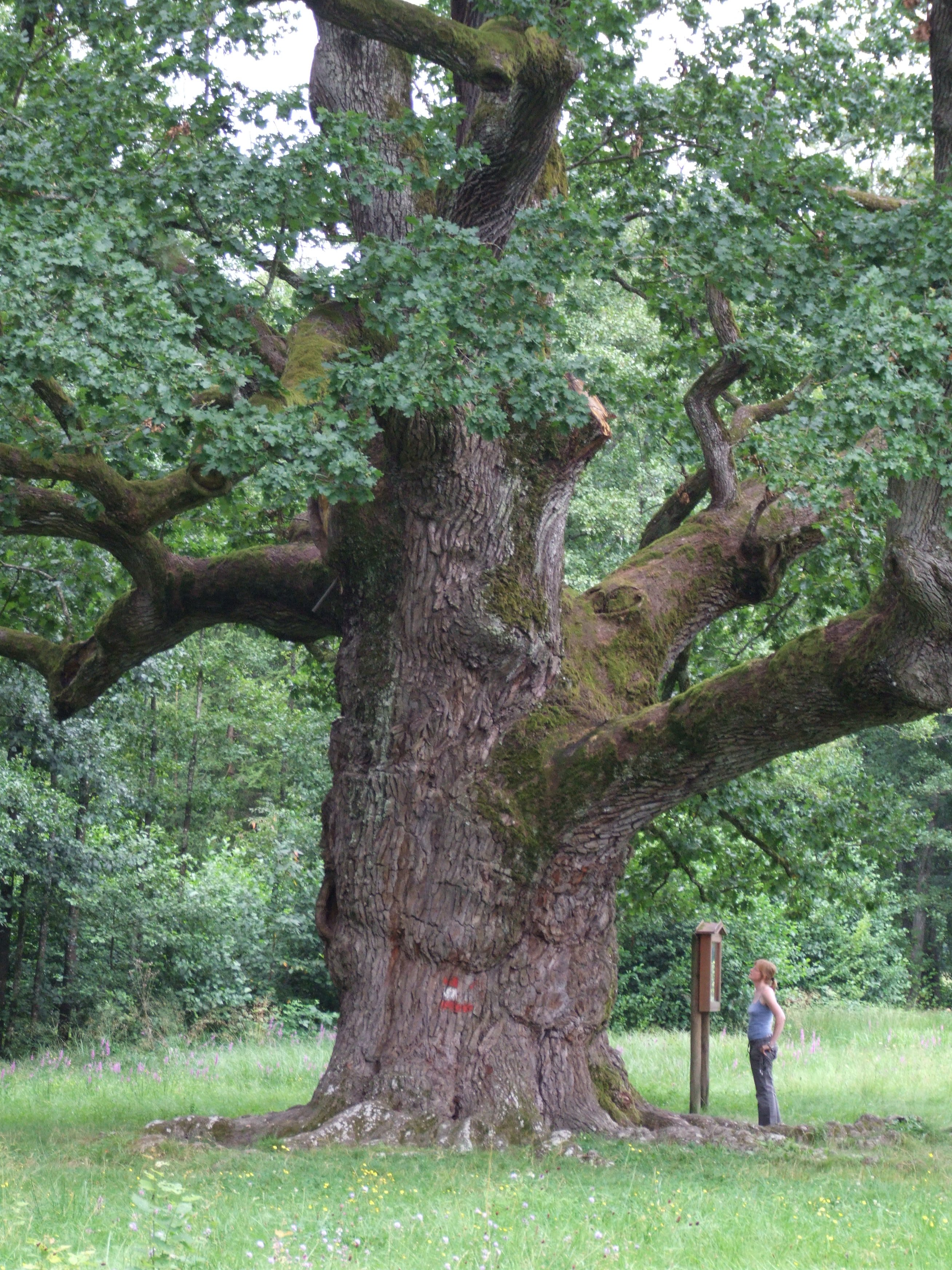
Die 1000-jährige Eiche in Bad Blumau